# 进士坊
进士坊，位于中国广东省河源市和平县下车镇，为河源市和平县的一个县级文物保护单位，类型为古建筑，公布时间为1986年9月。
进士坊的历史年代为清乾隆。